# Le Compas
Le Compas – miejscowość i gmina we Francji, w regionie Nowa Akwitania, w departamencie Creuse.
Według danych na rok 1990 gminę zamieszkiwało 216 osób, a gęstość zaludnienia wynosiła 13 osób/km² (wśród 747 gmin Limousin Le Compas plasuje się na 417. miejscu pod względem liczby ludności, natomiast pod względem powierzchni na miejscu 408.).